# Nina ou la Folle par amour (ballet)
Pour l'opéra-comique, voir Nina ou la Folle par amour.
Pour les articles homonymes, voir Nina.
Nina ou la Folle par amour est un ballet-pantomime de Louis Milon, musique de Louis Persuis, d'après un opéra-comique de Marsollier des Vivetières et Dalayrac, créé à l'Opéra de Paris le 23 novembre 1813. Les interprètes principaux sont Émilie Bigottini, Louis Milon et Mérante.
L'œuvre connaît un grand succès et est représentée plus de 180 fois jusqu'en 1837. Le rôle d'Émilie Bigottini est repris par Madame Anatole à partir de 1822.
En 1834, Auguste Bournonville en donne une nouvelle version à Copenhague.